# Dangeul
Dangeul – miejscowość i gmina we Francji, w regionie Kraj Loary, w departamencie Sarthe.
Według danych na rok 2010 gminę zamieszkiwało 505 osób, a gęstość zaludnienia wynosiła 36 osób/km².